# Itamar Ben-Avi

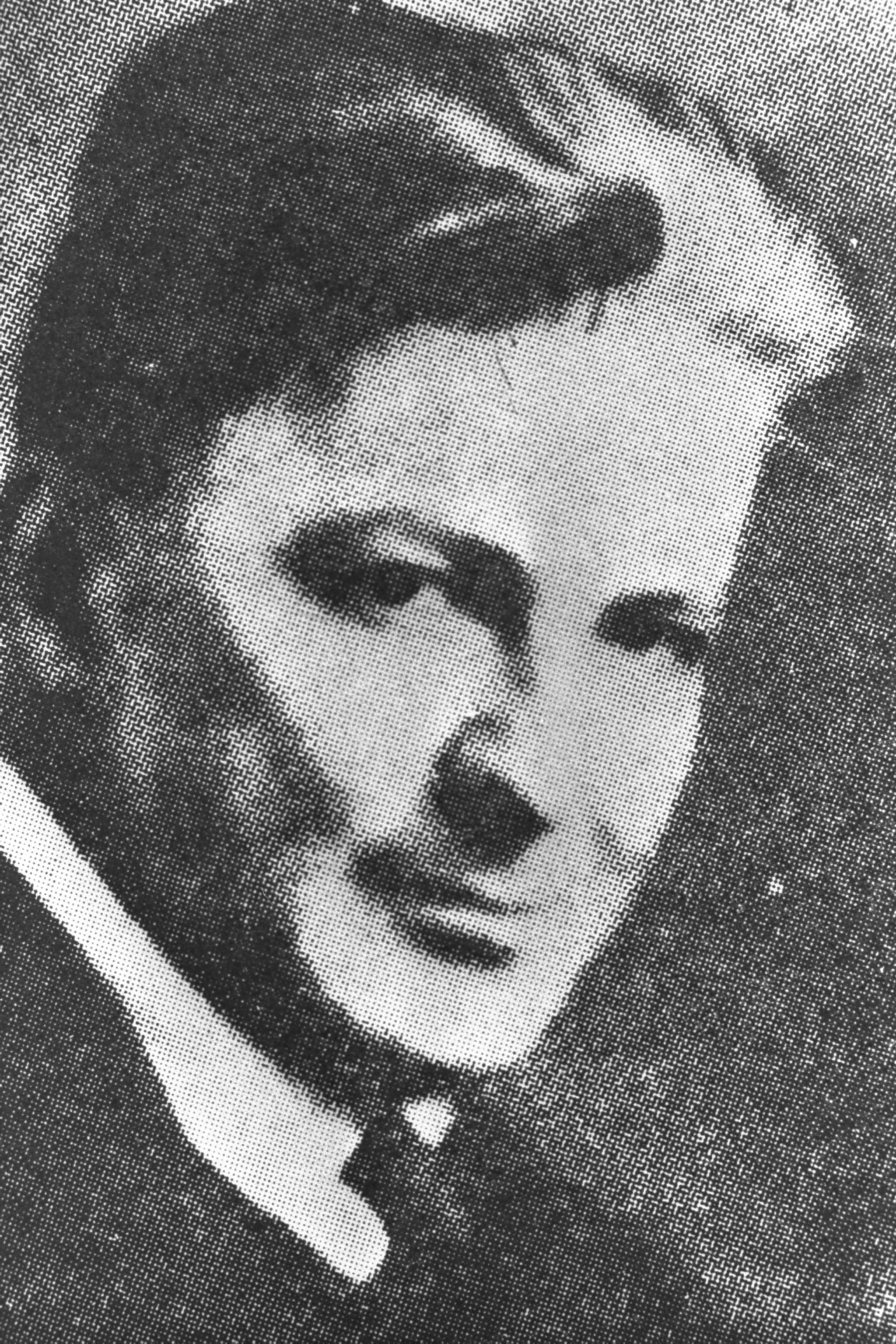
Itamar Ben-Avi (1933)

Itamar Ben-Avi també conegut com a Ben-Zion Ben-Yehuda (Jerusalem, 31 de juliol de 1882 - Nova York, 8 d'abril de 1943) va ser un periodista i activista sionista. És el fill d'Eliezer Ben-Yehuda. És conegut per haver estat el primer parlant natiu d'hebreu modern. També va ser un ferm promotor de la llengua auxiliar internacional esperanto.

## Biografia
Itamar Ben-Avi va tenir una infància complicada. Els seus pares li parlaven només en hebreu i no volien que tingués contacte amb altres nens, perquè no li parlessin altres llengües. A la seva autobiografia explica que el seu pare li va ensenyar la llengua des que va néixer, llegint passatges de la Bíblia. El seu primer amic va ser un gos a qui va anomenar Maher, que vol dir 'ràpid' en hebreu. La majoria dels seus germans van morir de diftèria. També la seva mare va morir quan ell era un nen. La seva família no era ben rebuda en cercles jueus ultraortodoxos, perquè era la primera vegada que es feia servir l'hebreu com a quelcom diferent d'una llengua religiosa. Quan va morir la seva mare, el seu pare es va casar amb la germana d'ella i Ben-Zion es va canviar el nom a Itamar. Pel que fa al cognom, 'Avi' era l'acrònim de les inicials d'Eliezer Ben-Yehuda i significa "el meu pare". Per tant, el seu cognom significa "fill del meu pare".
Va estudiar a les universitats de París i Berlín. Va tornar a Palestina convertit en periodista i en activista sionista. Entre els diferents diaris en què va treballar, destaca Doar HaYom, un diari en hebreu similar al britànic Daily Mail i que havia fundat el seu pare. Des de 1920 a 1933, els seus articles van defensar l'ús de l'esperanto com a llengua auxiliar internacional, així com l'establiment d'un estat hebreu a Palestina. Va proposar la creació de cantons diferenciats entre àrabs i jueus per resoldre el conflicte de Palestina. El 1933 fa fundar Deror, 'llibertat', un setmanal en hebreu llatinitzat. En anglès va treballar a The Palestine Weekly. També va ser corresponsal dels diaris anglesos The Times i Daily Mirror. Conegut per les seves contradiccions, algunes de les seves controvèrsies inclouen la seva aprovació del règim de Mussolini. També va ser un gran defensor de la llatinització de l'hebreu i de dotar així a la llengua d'un alfabet amb caràcters llatins i que inclogués les vocals. Va escriure una biografia del seu pare, que porta com a títol AVI, que significa "el meu pare", fent servir la seva pròpia versió llatinitzada de la llengua hebrea.
Itamar Ben-Avi també es va fer famós per una cosa aliena al sionisme, a l'esperanto i a la llengua hebrea: durant tres anys va publicar cartes d'amor en un diari a una jove sefardita, Lea. Tot i que la mare no aprovava aquesta relació, finalment va aconseguir casar-se amb ella. Aquest fet va quedar reflectit en una cançó del folklore israelià titulada "L'amor d'Itamar Ben-Avi".
Està enterrat al Mont de les Oliveres a Jerusalem. Va tenir dues filles que també van ser periodistes.